# 石田朝成
石田 朝成（いしだ ともなり）は、安土桃山時代の武将。通称は右近。父は石田正澄。弟に主水正。石田三成の甥。

## 経歴
慶長3年（1598年）に弟の主水正と共に詰判衆として豊臣秀頼に仕える。慶長5年（1600年）の関ヶ原の戦いでは西軍に組し、父・正澄ら一族と共に佐和山城を守備した。しかし本戦で三成率いる西軍が敗れたため、佐和山城も勢いに乗った小早川秀秋軍らに猛攻をしかけられ、9月18日父と共に自害した（西国に逃れのちに近江国に戻ったとの説もある）。戒名は宝光院竹心宗脩禅定門。
辞世の歌は、「気にさそなにしに心はいそかるるかたふく月も今はいとはし」と伝わる。
弟の主水正は、佐和山城落城の折りには大坂城に詰めており、従者2人と高野山に上り木喰上人を頼るが、高野山を下りることになり、同年12月2日に自刃した。